# خدا
خُدا به معنی مالک و صاحب، ریشه واژهٔ خدا یا خدای از فارسی میانه xwadāy به معنی «ارباب» و «پروردگار»، ویک واژهٔ ایرانی و مرتبط با واژهٔ اوستایی xᵛaδāta- ‏(𐬓𐬀𐬜𐬁𐬙𐬀) به معنی «قائم به خود» یا «آفریدهٔ خود» است. آفریدگار، اهورامزدا، ایزد، پروردگار، خالق، خداوند، دادار، الله، رب، کردگار، یزدان، سلطان، پادشاه، امیر، خدیو، مالک، صاحب، خدا قدرتی برتر و بدون ماهیتِ قابل تعریف، و برای نخستین بار در آیین زرتشت به‌عنوان نیروی یکتا و یگانه پرستش می‌شد و کم‌کم بر مبنای مفهوم‌محوری بسیاری از ادیان به ویژه ادیان ابراهیمی (یهودیت، مسیحیت و اسلام) می‌باشد. در این ادیان، خدا به عنوان آفرینن مترادف ده و آغازگر جهان هستی عنوان شده است.
در دین‌های دوگانه‌انگار همچون آیین زرتشت، قدرت برتر به دو نوع یکی سرچشمهٔ خوبی‌ها و دیگری خاستگاه بدی‌ها تقسیم می‌شود؛ هرچند نام خدا برای قدرتی که سرچشمهٔ خوبی‌ها پنداشته می‌شود، به‌کار می‌رود.
در کتاب مقدس یهودیان و مسیحیان، خداوند به نام یهوه به بنی اسرائیل و موسی معرفی می‌شود. در باور دسته دیگری از دین‌ها از جمله بوداگرایی، هندوگرایی و دین‌های منقرض‌شده‌ای مانند مذهب المپی خدایان زیادی وجود دارند. این خدایان یا ایزدان، معمولاً قادر مطلق نیستند و نمادهای جنبه‌های گوناگون جهان برتر و ماوراءالطبیعه هستند. به این‌گونه دین‌ها، دین‌های چندخدا گفته می‌شود. در باور صوفی‌گرایان، موجود برتر یعنی خدا، (که صوفیان آن را «حق» می‌نامند) موجودی است که به هیچ‌یک از صفاتی که در جهان ما یا در ذهن ما حضور دارند، منسوب نیست. گروه دیگری (از جمله عده‌ای از صوفیان) به همه‌خدایی باور دارند. برخی خداباوران یا به‌دیگر سخن، گروندگان به مفهوم وحدت وجود، کل همین جهان را برابر با خدا می‌دانند. گروه دیگری نیز به خدافراگیردانی (Pantheism) باور دارند. خدافراگیردانی شکلی از خداپرستی است که معتقد است خدا دربرگیرندهٔ جهان است ولی برابر با جهان نیست؛ یعنی جهان ما بخشی از خداست.

## ریشه‌شناسی
کلمه «خدا» به معنی «سرور» است. معادل عربی کلمه خدا در زبان عربی، کلمه «مولی» است. در قرن‌های سوم و چهارم هجری که فارسی دری به عنوان زبان نوشتار رواج یافت، ایرانی‌های مسلمان لفظ «خدا» را غالباَ به جای «الله» به کار می‌بردند و شاهنامه را به جای خودای‌نامگ یا سیرالملوک وضع کردند. در همان دوران به واژه‌هایی برمی‌خوریم که معنی کهن «خدای» را همچنان حفظ کردند، از جمله آنها لقب‌های برخی از پادشاه‌ها چون «سامان‌خدات»، «بخاراخدات» و «کاول‌خدای» بود. در شاهنامه فردوسی، خدا به معنی «شاه» و «سرور» فراوان به کار رفته است. در زبان فارسی نو مفهوم کهن «خدا» در ترکیب‌هایی چون «دهخدا»، «کدخدا» و «ناخدا» (در اصل ناوخدا) باقی مانده است.
کلمه -baga (به پارسی باستان: 𐎲𐎥) به معنی «پروردگار» بوده و اسم خاص پرودگار پارسی‌ها در کتیبه‌های فارسی باستان، به صورت Auramazdā (به پارسی باستان: 𐎠𐎢𐎼𐎶𐏀𐎭𐎠) اهوره‌مزدا ثبت شده است.
واژه خدا در ادبیات فارسی به معنای آفریدگار به‌کار رفته است. چنان‌که سعدی در ابتدای گلستان می‌گوید: «منت خدای را عزّ و جل که طاعتش موجب قربت است و به شکر اندرش مزید نعمت» و فردوسی در ابتدای شاهنامه می‌گوید: «به نام خداوند جان و خرد، کزین برتر اندیشه بر نگذرد». کلمات دیگری نیز به معنای خدا به‌کار رفته مانند اهورا مزدا، یزدان، ایزد، الله، پروردگار، دادار، آفریدگار، کردگار، یگانه، رحمان و غیره؛ مثلاً واژهٔ یزدان به‌جای خدا به‌کار رفته است: «به نیروی یزدان بیابیم دست، بدان بدکنش مردم بت‌پرست». واژهٔ خدا به معنی مالک و صاحب نیز به‌کار می‌رود چنان‌که سعدی می‌گوید: «وگر چه به مکنت قوی‌حال بود / خداوندِ جاه و زر و مال بود». الفاظ کدخدا و دهخدا و ناخدا و خانه خدا ناظر به همین معنی است. خداوند و خداوندگار از القاب پادشاهان و حاکمان نیز بوده است. (خداوندگار عالم، خداوند عالم، خداوندگار ما و غیره)
واژهٔ خدا یا خدای از فارسی میانه xwadāy به معنی «ارباب» و «پروردگار»، و آن نیز مرتبط با واژهٔ اوستایی xᵛaδāta- ‏(𐬓𐬀𐬜𐬁𐬙𐬀) به معنی «قائم به خود» یا «آفریدهٔ خود» است. واژهٔ مرتبط فارسیِ «خدیو»، که هم‌معنی «خدا» است، برگرفته از واژهٔ بلخی xoadēo ‏(χοαδηο، به معنی «ارباب») است. این واژهٔ بلخی معادل فارسی میانه xwadāy و xwadāwan و سغدی xwtʾw است که همگی این واژه‌ها ترکیبی از دو بن *xwa- (به معنی «خود») و یکی از حالت‌های بن *taw- (به معنی «توانا بودن») هستند. سیمز ویلیامز واژهٔ بلخی را گرده‌برداریِ (calque) واژهٔ یونانی auto-kratōr ‏(αὐτοκράτωρ، به معنی «امپراتور») دانسته است که ترکیبی است از autos (به معنی «خود») و kratos (به معنی «توانایی»). واژهٔ God در زبان انگلیسی از واژهٔ زبان نیاژرمنی ǥuđan و آن نیز برگرفته از زبان نیاهندواروپایی ǵhu-tó-m است که به معنای صدا کردن و فراخواندن است.

نام خدا در اسلام: الله

## اقسام باور به خدا
- افرادی را که به وجود خدا اعتقاد دارند ولی به ادیان و دخالت خدا در جهان باور ندارند، دادارباور می‌گویند.
- به کسانی که به آفریننده و موجودی برتر باور ندارند، خداناباور گفته می‌شود.
- به افرادی که وجود خدا را قابل اثبات شدن یا رد شدن نمی‌دانند، ندانم‌گرا گفته می‌شود.
- به کسانی که وجود نداشتن یا داشتن خدا را مهم نمی‌دانند، خدانامهم‌دان گفته می‌شود.
- به کسانی که به خدای شخص‌وار اعتقادی نداشته و طبیعت را جزئی از خدا می‌دانند، همه‌خدا گفته می‌شود.

## توضیح بیشتر

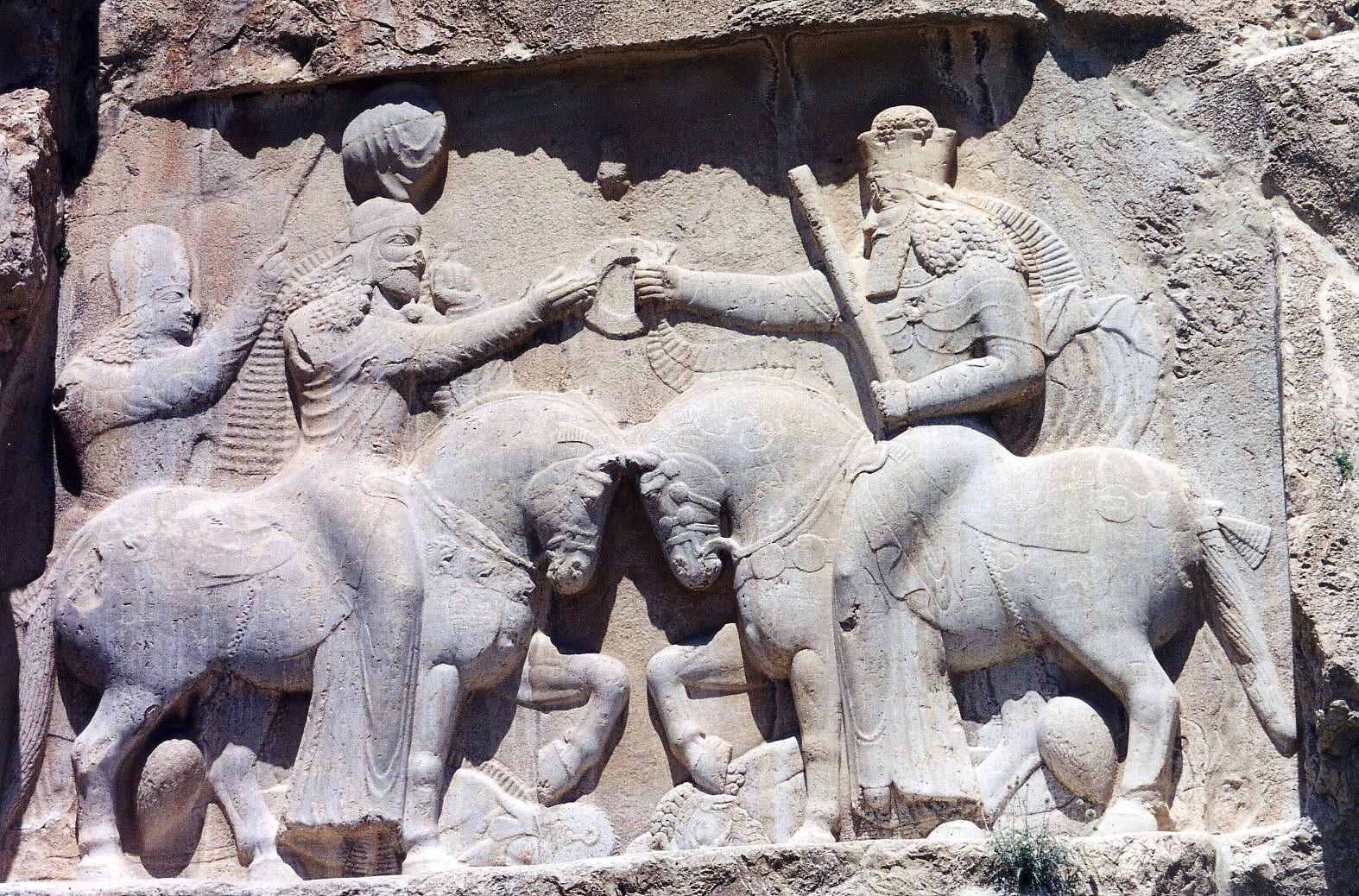
اهورامزدا (تصویر در سمت راست، با تاج بالا) به اردشیر بابکان (سمت چپ) حلقه پادشاهی را می‌دهد. (نقش رستم، قرن ۳ میلادی)

خُدا نام اطلاق شده در فارسی به وجود آفریدگار جهان؛ اما متمایز از آن، در نظام‌های ایمانی است، خواه این خدا به‌صورت یکتا در یکتاپرستی مطرح باشد، یا در کنار دیگر خدایان که در چندخدایی طرح می‌شود. همچنین چه ارتباطش را با جهان حفظ نموده باشد و چه در امور آن دخالت نکند.
خدا متداول‌ترین واژه‌ای است که به آفریدگار فراطبیعی ناظر جهان اطلاق شده است. متکلمان ویژگی‌های گوناگونی را به مفاهیم متعدد خدا نسبت داده‌اند. از معمول‌ترین این ویژگی‌ها می‌توان به علم مطلق، قدرت مطلق، حضور در همه‌جا در آن واحد، خیر اعلی بودن، بسیط بودن و وجود داشتن ضروری اشاره نمود. همچنین خدا به‌عنوان موجودی مجرد و شخصی وار؛ مرجع تام تعهد اخلاقی و بزرگ‌ترین موجود قابل تصور، تلقی شده است.
مسئلهٔ وجود خدا همواره به‌عنوان یکی از سرفصل‌های مهم کاوش‌های فلسفی مطرح بوده است، و در طول تاریخ، فلاسفهٔ متعلق به مشرب‌های فکری مختلف، به بیان و سنجش استدلال‌هایی برای وجود داشتن یا نداشتن خدا پرداخته‌اند.

## گستره و فراوانی ایمان به خدا

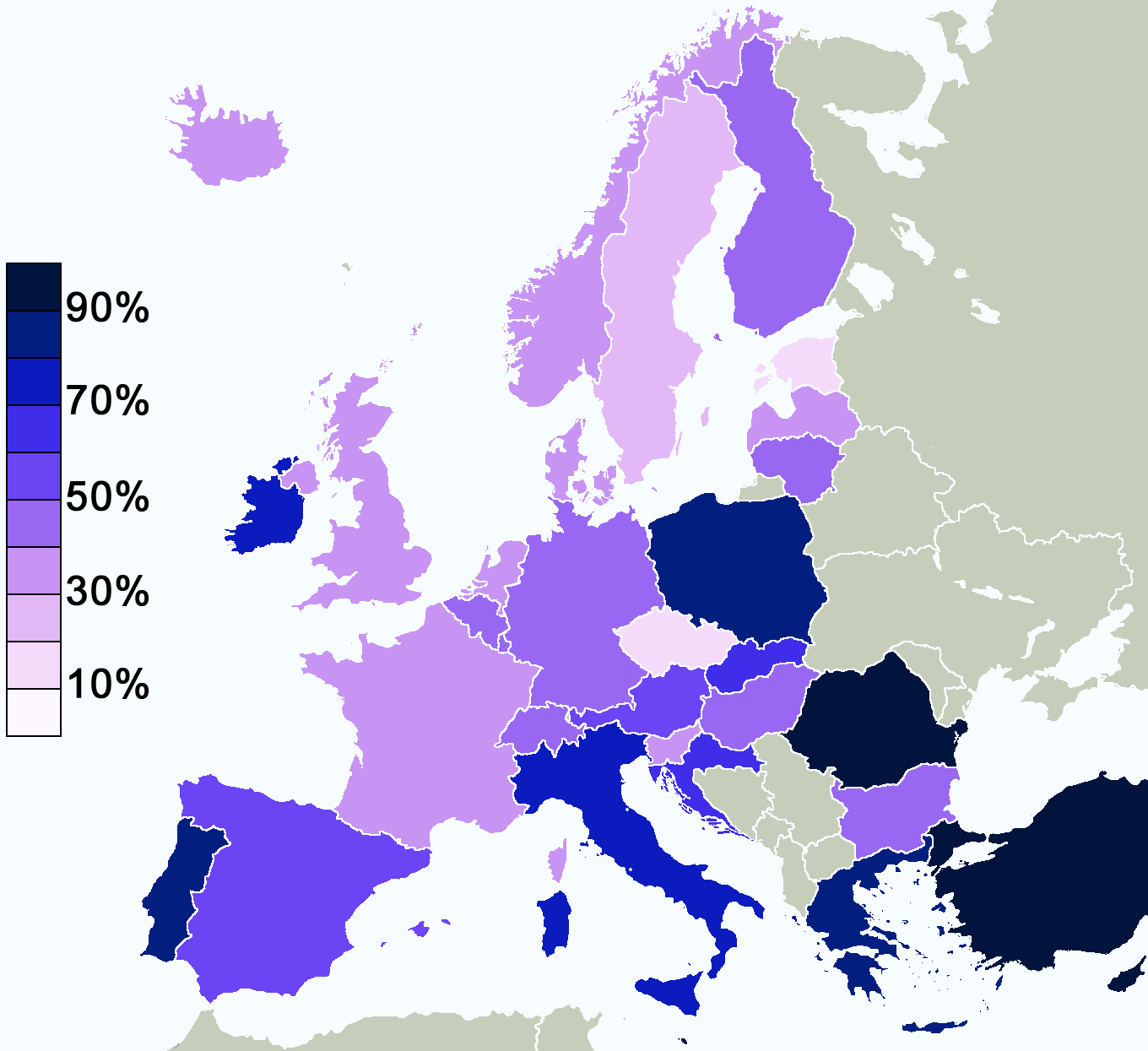
درصد اروپاییانی در هر کشور که به وجود خدا اعتقاد دارند.

در جهان امروز گسترهٔ ایمان به خدا در هر قاره و کشور متفاوت می‌باشد. در کشورهایی مانند ترکیه، اندونزی و برزیل آمار خبر از اعتقاد بیشتر از هشتاد درصد جمعیت به خدا دارد در حالی‌که در کشورهایی مانند آلمان، بریتانیا، فرانسه، سوئد و جمهوری چک کمتر از سی درصد جمعیت به‌وجود خدا اعتقاد دارند. در بعضی کشورهای شرق آسیا مانند ژاپن، کرهٔ جنوبی، کرهٔ شمالی و چین کم‌ترین آمار خداباوران در جهان وجود دارد. گفته می‌شود در کشورهایی مانند ایران و عربستان بیش از نود و هشت درصد مردم به‌وجود خدا اعتقاد دارند، اما عدم وجود نظرسنجی‌های بی‌طرف و حکومت‌های دینی که برای خروج از اسلام مجازات مرگ در نظر می‌گیرند، باعث شده تا این‌گونه نظرسنجی‌ها بی‌اعتبار باشد.

## وجود و عدم وجود خدا

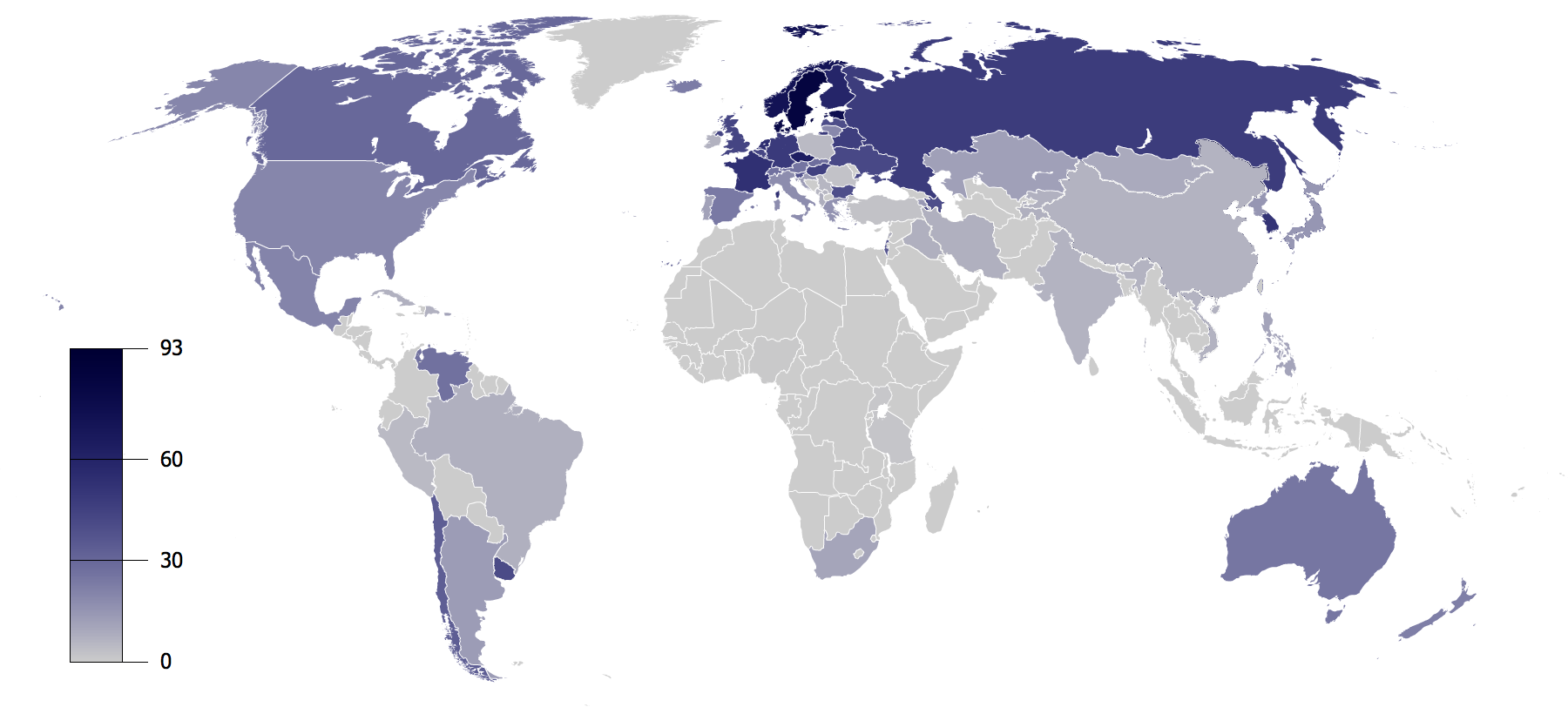
نقشه درصد بی‌دینی (Irreligion) در جهان

در مباحث دین و فلسفه دلایل متعددی برای وجود خدا ذکر شده است که از میان آنها چهار مورد اهمیت بیشتری دارد. در برهان علیت هر پدیده‌ای علتی دارد و خود آن علت، علت دیگری دارد تا در نهایت به علت یکم که خدا است می‌رسد. در برهان نظم با مشاهدهٔ موارد نظم در طبیعت پی به وجود خدا می‌برند. در برهان هستی‌شناسی داشتن زمینهٔ ذهنی از یک وجود کامل و مطلق به نام خدا مطرح‌کنندهٔ این است که خدا وجود دارد. در این استدلال وجود بر دو نوع است وجود مخلوقات و وجود خدا که واجب است و به عنوان واجب‌الوجود یاد می‌شود. در برهان اخلاق وجود ارزش‌های اخلاقی و معنوی در جهان مادی قابل توجیه نیست مگر از طرف خدا آمده باشد یعنی اخلاقیات از منشأ طبیعت یا قوانین اجتماعی نیست و منشأ مادی ندارد.
برهان شر، برهان اختفای الهی، برهان طراحی ضعیف و برهان وحی‌های متناقض از جمله براهین ارائه شده دربارهٔ عدم وجود خداست.

## دیدگاه ادیان

### مزدیسنا
خدا در مزدیسنا به نام اهورامزدا یاد می‌شود که از نظر لغوی به معنای خدای خردمند است و نظر غالب بر این است که زرتشت خدایان متعدد را رد می‌کرد و دعوت به یکتاپرستی می‌کرد. البته در این باره میان محققان اختلاف نظر نیز وجود دارد. برخی معتقدند که زرتشت به دوخدایی (ثنویت) یا دوئالیسم اعتقاد داشته که عبارت از اهورامزدا و اهریمن است و برخی معتقدند وی به خدایان متعدد اعتقاد داشته. به‌هرحال تعدادی از متون باقی‌مانده از دوران ایران باستان با عبارت «خدای بزرگ اهورامزدا» آغاز می‌شود (به عنوان مثال سنگ‌نوشتهٔ داریوش یکم در نقش رستم). به عقیدهٔ مری بویس زرتشت قدیمی‌ترین پیامبری است که دربارهٔ معاد و روز حساب صحبت کرده است، البته در این باره اشاره‌ای به جزئیات معاد نشده است. علاوه بر اوستا کتاب مقدس زرتشتیان در سایر متون قدیم ایران نیز خدا درج شده است. در ارداویراف‌نامه خدا به‌صورت نور توصیف شده که دارای تن و جسم مادی نیست: چه روشنی دیدم و جسم ندیدم و صدایی شنیدم و دانستم که این خداست، و در هرمزدیشت خدا خود را به عنوان خدای دانا و توانا و مغلوب نشدنی و درمانگر و نگهبان و آفریدگار توصیف می‌کند.

### هندوئیسم
درشنه‌های هندی را می‌توان به دو دستهٔ الهی و غیرالهی تقسیم کرد. در درشنه‌های الهی دارای برهان‌هایی بر اثبات وجود خدا داند و برخی از آنها معادل‌هایی در فلسفه اسلامی و غربی داند.

### یهودیت
آئین یهودیان نیز جزو قدیمی‌ترین ادیان توحیدی محسوب می‌شود. در عهد عتیق خداوند با نام‌هایی از جمله «یَهُوَه»، «ایل» و «اِلوهیم» خوانده شده است. در این کتاب خداوند با صفات کمالیه و توحیدی همچون واحد، قادر مطلق، عالم، مهربان، آمرزنده، ازلی و ابدی معرفی شده است. در تورات به جنبهٔ تعالی و برتری خدا، دست‌نیافتنی بودن او، و وصف‌ناپذیر بودن او اشاره شده است؛ مثلاً در کتاب خروج، خدا به موسی می‌گوید نمی‌تواند او را ببیند زیرا انسان نمی‌تواند اورا ببیند و زنده بماند (خروج ۲۰:۲۳) یا در کتاب مزامیر از زبان داوود می‌گوید که هیچ خدایی میان خدایان مانند تو نیست و هیچ کاری هم مثل کار تو نیست (مزامیز ۸۶:۹). از سوی دیگر در کتاب یهودیان خداوند با صفاتی بشرگونه توصیف شده است و به او نسبت‌های پشیمانی، ناراحتی، یادآوری، عدم علم، هم‌شکل بودن با انسان، داشتن اعمال و جوارح انسانی داده شده است. البته بعضی از دانشمندان و علمای یهودی مانند موسی بن میمون در توجیه این مسائل گفته‌اند که منظور از سوار شدن خدا در عهد عتیق به معنای استیلا و برتری می‌باشد.

### مسیحیت
در آیین مسیحیت مفهوم خدا در آثار متکلمینی مانند آگوستین و توماس آکویناس و رنه دکارت دیده می‌شود. در تعلیمات مسیحی، خدا یگانه و یکتاست و همان خدای یکتا، تثلیث است، به این معنا که خدا همان یک خداست که تا پیش از مسیحیت، با نام «یهوه»، «الوهیم» خود را از طریق یهودیان آشکار ساخت و پس از عیسی‌مسیح، شناخت عمیق‌تری از خود به انسان داد که همان «پدر، پسر، روح‌القدس» است. پس به‌طور خلاصه خداوند یکتا «یهوه=پدر، یهوه=پسر، یهوه=روح‌القدس» است. تثلیث به معنای سه نمود/شحص/واقعیت خدای واحد است. تثلیث به معنای وجود سه خدا نیست، تثلیث به معنای سه قسمت بودن خدا نیست، تثلیث به معنای شریک بودن غیرازخدا در الوهیت خدای یکتا نیست، تثلیث به معنای اختلاف و استقلال اراده و عملکرد نمودها/شحص‌ها/واقعیت‌های خدا نیست. تثلیثِ خدای یگانه، همچون بسیاری دیگر از صفات خداوند هیچگاه به‌طور کامل برای انسان قابل درک نخواهد بود. ضمن اینکه طبق تعلیم مسیحیت، جنسیت برای خداوند معنا ندارد (خدا مذکر یا مؤنث نیست) و عبارت «پدر» و «پسر» را باید در بستر ادبی-فرهنگی-تاریخی متن کتاب مقدس درک کرد.

### اسلام
محور اصلی همهٔ مفاهیم اسلام خدا می‌باشد. مسلمان کسی است که فقط به یک خدا اعتقاد داشته باشد و محمد را فرستادهٔ او بداند. در این دیدگاه، رسالت محمد شناخت خدا، توحید، و نفی شرک است. چنانچه در قرآن کتاب مسلمانان سورهٔ نساء آیهٔ ۱۱۶ آمده که خدا گناه شرک را نمی‌بخشد.

## دیدگاه فلاسفه

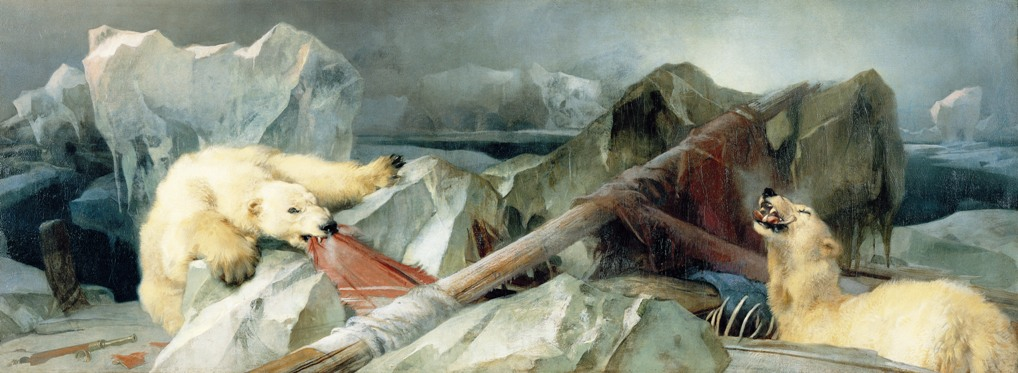
آدمی پیشنهاد می‌کند و خداوند آن را می‌گیرد اثر ادوین لندسر

ارسطو برخلاف ادیان توحیدی خدا را علت فاعلی جهان نمی‌دانست چون ماده و عالم را ازلی می‌دانست، به آفرینش و معاد مورد نظر ادیان الهی اعتقاد نداشت، خدای او فقط به خود و کلیات می‌اندیشید و به انسان توجه نداشت، او صرفاً علت غایی جهان است و جهان و انسان به شوق او حرکت می‌کنند و حتی گاه می‌خواهند همانند او شوند. افلاطون معتقد بود که نه مفهومی از خداوند هست و نه دانشی برای شناخت او. پیدا کردن صانع و سازندهٔ جهان دشوار است و امکان ندارد بتوانیم او را وصفی کنیم که برای همه قابل فهم باشد. ایمانوئل کانت نیز دربارهٔ خدا گفته است: وجود خدا به وسیلهٔ عقل قابل اثبات و رد نیست. گئورگ ویلهلم فریدریش هگل با اینکه وارث کانت می‌باشد اما دیدگاه نوینی را ارائه می‌دهد. به اعتقاد وی خدا از سنخ سایر موجودات نیست و کسی که بخواهد الوهیت را درک کند باید روحش متعالی باشد. ابن سینا با استفاده از وجودشناسی، خداشناسی را مطرح می‌کند و برای اثبات خدا استدلالی مبتنی بر وجودشناسی بیان می‌کند. اصل مهم وجودی او تمایز میان وجود و ماهیت است. بر اساس این تمایز، موجودات به دو قسم واجب و ممکن تقسیم می‌شوند.